# Малигна агресивност
Малигна агресивност је унутрашња потреба за уништавањем и деструкцијом. Није филогенетски програмирана, није биолошки сврсисходна и није у служби живота. То је тежња за разарањем и уништењем сама по себи. Према Фрому, страст за убијањем и мучењем укорењена је у човековом карактеру, њен циљ је страсно уживање у окрутности и деструкцији. Малигна агресивност се испољава у два основна облика ⎯ као окрутни садизам и некрофилија.